# Guglielmo Bergamesco

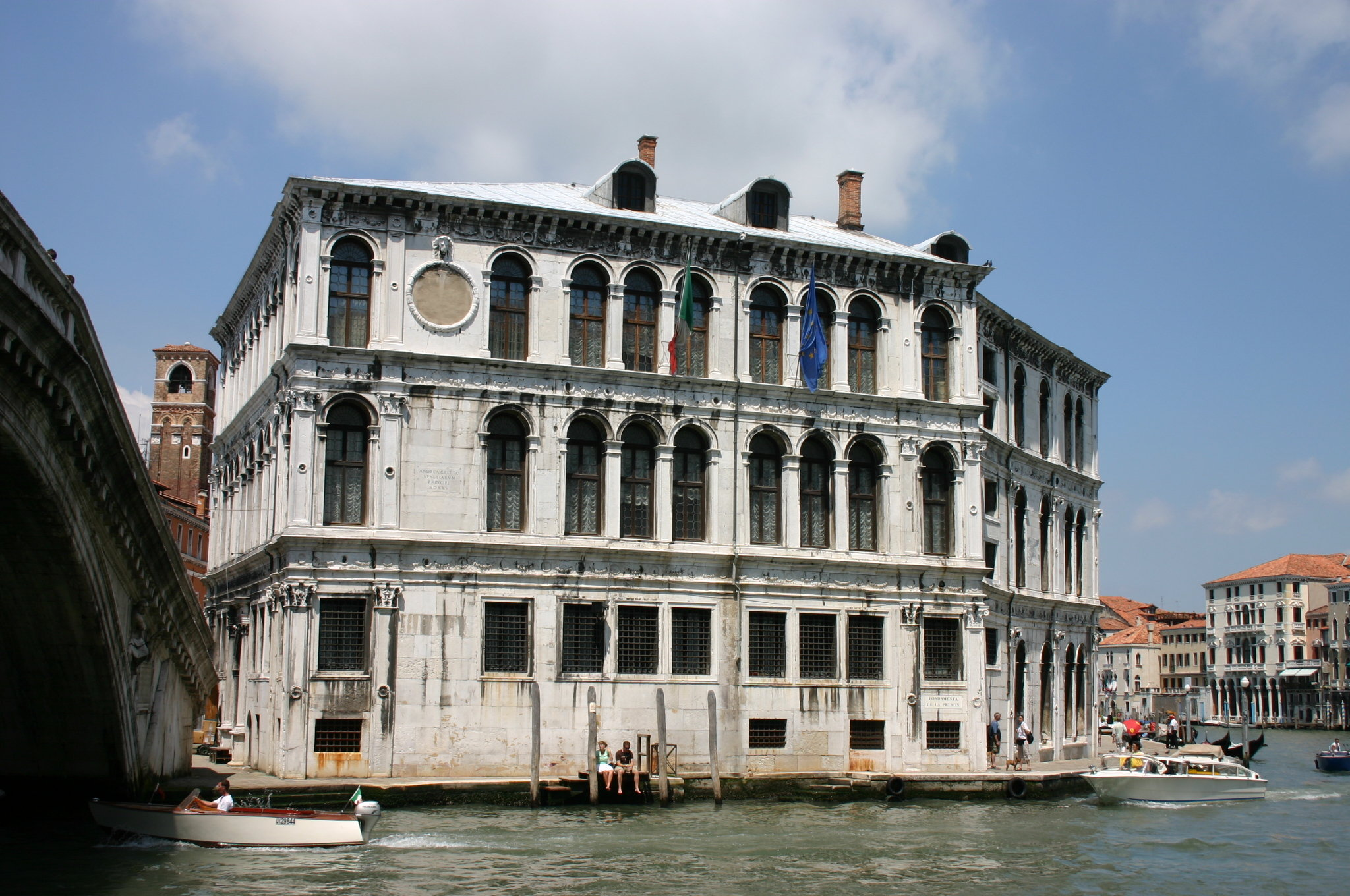
Palazzo dei Camerlenghi w Wenecji

Guglielmo Bergamesco (ur. ok. 1485 w Alzano Lombardo w pobliżu Bergamo, zm. 1550) – włoski architekt doby renesansu.

## Życiorys
Pracował głównie w Wenecji. Zaprojektował weneckie Palazzo dei Camerlenghi (1525–1528). Jest także twórcą murów obronnych Padwy i Bramy Portello w Padwie, zbudowanej w 1519.